# 延喜式神名帳
《延喜式神名帳》（日语：／ engishiki Shinmyouchō）是延長5年（927年）完成的《延喜式》之卷九・十，當時作為「官社」的全國神社一覽。延喜式神名帳記載的神社，稱作延喜式內社、式內社（式内社／しきないしゃ）、式社（式社／しきしゃ），社格之一種。

## 概要
本來「神名帳」是古代律令制下神祇官作成的官社一覽表，也稱官社帳。依國、郡別羅列神社，只記載官幣國幣之別、大社小社之別和座數、接受幣帛祭祀之別，未記載各式內社之祭神名或歷史等。《延喜式神名帳》是《延喜式》完成當時的神名帳，前者記載全國的神社（式內社）共2,861社，鎮座之神共3,132座。
式內社是延喜式完成的10世紀初，朝廷認定為官社的神社。當時已存在，延喜式神名帳卻未記載的神社稱作式外社（式外社／しきげしゃ）。式外社包含朝廷勢力範圍外的神社、保持獨自勢力的神社（熊野那智大社等）、或因神佛習合由寺、僧侶管理的神社（石清水八幡宮等）、無正式社殿的神社等。屬於式外社，但是出現在六國史中的神社，稱作國史現在社（或國史見在社）。

## 式內社之社格
式內社有各種類別。官幣社和國幣社之別。官幣社是在毎年2月的祈年祭從神祇官接受幣帛的神社。國幣社是從國的國司接受幣帛的神社。式內社中，官幣社573社737座、國幣社2288社2395座。
大社和小社之別。依照神社的重要度或社勢，可分成以下四類：
- 官幣大社：198社304座
- 國幣大社：155社188座
- 官幣小社：375社433座
- 國幣小社：2133社2207座

官幣大社集中在畿內，但是也分布在其他地方。官幣小社全部在畿內，國幣大社、國幣小社全部在畿外。
- 名神：祭祀特別靈驗的「名神」，舉行臨時祭的名神祭之神社。全部是大社，故稱名神大社。
- 月次：月次祭（6月和12月、每年2回）接受幣帛的神社。
- 相嘗：相嘗祭（新嘗祭之前、供奉新穀之祭）舉行的神社。
- 新嘗：新嘗祭（毎年11月舉行、慶祝一年收穫之祭）接受幣帛的神社。

## 論社和比定社
式内社的後裔與當今神社之間的比對研究自古以來便已經展開。在現代，根據《延喜式》記載的神社以及被推定為其後裔的神社，被稱為論社或比定社。
儘管有些神社幾乎被認為是式内社的後裔，但幾乎沒有確鑿的證據，通常是基於傳承所推測的高可能性。自《延喜式》編纂以來，社名、祭神及鎮座地等可能發生變更，或者與其他神社合併，亦或在荒廢後重新復興，因此被視為式内社的後裔的神社有時會有多個。
此外，雖然論社可能根據其他研究被認為是後裔社，但許多神社自己主張是式内社，這種情況也相當普遍。

## 關連資料
- ，式內社研究会編，皇學館大學出版部，1977年。
- ，志賀剛著，雄山閣，1977年。
- ，西牟田崇生著，國書刊行会，1996年。

## 關連項目
- 名神大社
- 別表神社
- 近代社格制度
- 二十二社
- 勅祭社

## 外部連結
- 延喜式神名帳 神社一覽 （页面存档备份，存于）